# Lycogala confusum
Lycogala confusum is een slijmzwam behorend tot de familie Reticulariidae. Hij leeft saprotroof op dood loofhout. Hij is bekend van Fagus.

## Kenmerken
De vruchtlichamen zijn 5 tot 10 mm in diameter en hebben wand met schubben. De schubben zijn gekamerd. De sporen zijn roze en meten 5,5–6,5 µm.

## Verspreiding
In Nederland komt Lycogala confusum zeldzaam voor.

## Trivia
Vroeger heette deze soort de gekamerde boomwrat, maar deze is gesplitst in Lycogala confusum en Lycogala skovorodaense en de precieze verspreiding hiervan dient vastgesteld te worden.